# Diecezja Melo
Diecezja Melo – diecezja rzymskokatolicka w Urugwaju. Siedziba mieści się w Melo w departamencie Cerro Largo. Obejmuje swoim  obszarem departamenty: Cerro Largo i Treinta y Tres. 

## Historia
Po raz pierwszy Diecezja Melo została erygowana 14 kwietnia 1897 poprzez wyłączenie w Diecezji Montevideo. W latach 1931–1955 istniała pod nazwą diecezja Florida-Melo. 15 listopada 1955 roku  wyniku podzielenia terytorium ówczesnej diecezji Florida-Melo zostały erygowane dwie diecezje: Diecezja Melo i Diecezja Florida. Diecezja Melo jest sufraganią archidiecezji Montevideo. 
Przekształcenia terytorialne:
- 25 czerwca 1960: wydzielenie diecezji Minas.

## Biskupi Melo
- José Maria Cavallero (20 grudnia 1955 - 9 lipca 1960)
- Orestes Santiago Nuti Sanguinetti (9 lipca 1960 - 2 stycznia 1962)
- Roberto Reinaldo Cáceres González (2 stycznia 1962 - 23 kwietnia 1996)
- Nicolás Cotugno (13 czerwca 1996 - 4 grudnia 1998)
- Luis del Castillo Estrada (21 grudnia 1999 - 13 czerwca 2009)
- Heriberto Bodeant (13 czerwca 2009 - 19 marca 2021)
- Pablo Jourdán (od 2021)